# Zrównanie krioplanacyjne
Zrównanie krioplanacyjne – spłaszczenie powstające na szczycie góry w wyniku połączenia dwóch teras krioplanacyjnych rozwijających się na przeciwnych zboczach. Powstaje w wyniku działania procesów peryglacjalnych – wietrzenia mrozowego, soliflukcji, erozji eolicznej, deflacji i spłukiwania.